# A-001
A-001 byla druhou misí rakety Little Joe II, druhým testem únikového systému kosmické lodi Apollo a zároveň prvním testem únikového systému při ostrých letových podmínkách. Start se uskutečnil 13. května 1964 na odpalovacím komplexu 36 základny White Sands Missile Range.

## Ukoly mise

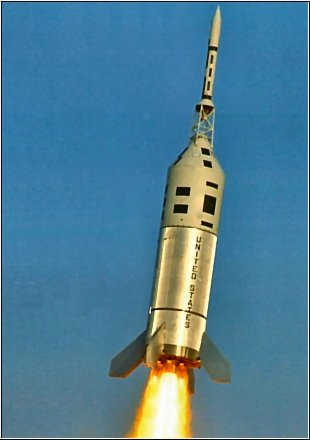
Raketa Little Joe II při misi A-001

Hlavním úkolem bylo ověření funkčnosti a bezpečnosti únikového systému systému kosmické lodi Apollo. Byl to již druhý test systému, avšak předešlý test Pad Abort Test-1, se konal v nulové výšce a s nulovou počáteční rychlostí. Tentokrát měl test proběhnout při skutečném letu. Pro tento test (a tři další) byly vyvinuta raketa Little Joe II, která, podobně jako její předchůdkyně z programu Mercury, představovala levný a nenáročný prostředek ke studiu komponent při vysokém dynamickém zatížení. Raketa měla jeden hlavní motor na tuhá paliva Algol a šest pomocných raket Recruit. Hlavní motor vyhořel přibližně 42 sekund po startu a pomocné rakety hořely jen 1,5 sekundy. I přes relativně krátkou dobu zážehu dokázala raketa vynést maketu velitelského a servisního modulu do výšky 9 km a dosáhnout transonické rychlosti (0,8 - 1,3 Ma viz Machovo číslo), kdy na trup kosmické lodi působí nejvyšší dynamické zatížení.

## Průběh letu
Start byl naplánován na 12. května, ale povětrnostní podmínky si vynutily odklad o 24 hodin. Opakovaný start 13. května ve 12:59:59 proběhl úspěšně a raketa bezpečně odstartovala. Samotný test únikového systému proběhl 44 sekund po startu, kdy radiový signál z pozemní řídící stanice vydal rozkaz k zastavení tahu (toho bylo dosaženo úmyslným porušením pláště motoru Algol). Systém pak automaticky rozpoznal ztrátu tahu a uvedl do činnosti subsystém pro nouzové oddělení velitelského modulu a následně byly zažehnuty rakety ve věži únikového systému. Při oddělování byl lehce poškozen velitelský modul, došlo k tomu po odstavení tahu rakety, kdy se velitelský modul po svém oddělení lehce dotkl zbytku rakety, která nadále pokračovala v letu po balistické křivce. Škody však nebyly nijak značné. Jediný problém nastal při vypouštění padáků. Modul měl dosednout pomocí tří padáku, jeden se však utrhl. Rychlost klesání se všemi třemi padáky měla být 7,3 m/s a absence jednoho padáku ji zvedla na 7,9 m/s, což nepředstavovalo vážný problém. Modul dosedl 6,8 km do místa startu. Až na utržení padáku, byl test úspěšný.